# 圓葉紫檀
圓葉紫檀（学名：Pterocarpus rotundifolius）是一種紫檀屬的落葉喬木，高約10米，原產於赤道以南的非洲地區。這種植物木質並不十分堅硬，在林波波河流域用作薪柴。
其种加词“Rotundifolius”意为“圆形叶的”。

## 亞種
圓葉紫檀有三個亞種，互相之間相似度很高：
- P. r. subsp. rotundifolius
- P. r. subsp. martinii (Dunkley) Mend. & Sousa[3]
- P. r. subsp. polyanthus (Harms) Mendonca & Sousa